# Weinmannia urdanetensis
Weinmannia urdanetensis är en tvåhjärtbladig växtart som beskrevs av Adolph Daniel Edward Elmer. Weinmannia urdanetensis ingår i släktet Weinmannia och familjen Cunoniaceae. Inga underarter finns listade i Catalogue of Life.